# Monterey (Kentucky)
Monterey è un comune degli Stati Uniti d'America, situato nello Stato del Kentucky, nella contea di Owen.